# Numb/Encore
"Numb/Encore" é uma canção do rapper americano Jay-Z e da banda americana Linkin Park presente no EP Collision Course. Foi lançada como um single em 13 de dezembro de 2004, pela Warner Bros., Machine Shop, Def Jam e Roc-A-Fella Records. Trata-se de um mashup de "Numb" de Linkin Park, e "Encore" de Jay-Z, ambas lançadas em 2003. A canção também aparece como trilha sonora do filme Miami Vice. Na edição de 2006 do Grammy Awards, "Numb/Encore" ganhou na categoria de "Melhor Colaboração de Rap/Cantado"

## Faixas

### CD
1. "Numb/Encore"
2. "Numb/Encore" (instrumental)

### 12" (vinil)
Lado A
1. "Numb/Encore"
2. "Numb/Encore" (edição de rádio)
3. "Numb/Encore" (instrumental)

Lado B
1. "Numb/Encore" (a cappella)
2. "Numb/Encore" (a cappella e edição de rádio)
3. "Batida bônus"

### iTunes
1. "Numb/Encore"
2. "Numb/Encore" (edição de rádio)
3. "Numb/Encore" (instrumental)
4. "Numb/Encore" (a cappella)
5. "Numb/Encore" (a cappella e edição de rádio)
6. "Batida bônus"

## Paradas musicais
| Paradas (2004–2005)                        | Melhor posição |
| ------------------------------------------ | -------------- |
| Billboard Hot 100                          | 20             |
| Billboard Top 40 Mainstream                | 12             |
| Billboard Hot R&B/Hip-Hop Songs            | 94             |
| Billboard Pop 100                          | 8              |
| Billboard Year-End Hot 100 singles de 2005 | 93             |
| UK Singles Chart                           | 14             |
| Holanda Top 40                             | 5              |
| Singles Chart                              | 5              |
| Eurochart Hot 100                          | 1              |
| Irlanda Singles Chart                      | 1              |

### Certificações
| País           | Certificação |
| -------------- | ------------ |
| Alemanha       | 2× Platina   |
| Canadá         | Ouro         |
| Reino Unido    | Platina      |
| Estados Unidos | 3× Platina   |